# Diphylax uniformis
Diphylax uniformis là một loài thực vật có hoa trong họ Lan. Loài này được (Tang & F.T.Wang) Tang, F.T.Wang & K.Y.Lang mô tả khoa học đầu tiên năm 1989.